# Short Admiralty Type 320
El Short Type 320, también conocido como Short Admiralty Type 320, fue un hidroavión "plegador" biplaza británico de reconocimiento, bombardeo y transporte de torpedos de la Primera Guerra Mundial.

## Diseño y desarrollo
El Short Type 320 fue diseñado para cubrir el requisito oficial de un hidroavión que llevase un torpedo Mark IX. Era más grande que el anterior Short 184 y tenía un diseño típico de Short "plegador" de la época, con alas de dos vanos de envergaduras desiguales. Se construyeron dos prototipos propulsados por un Sunbeam Cossack de 310 hp, conocidos inicialmente como Short 310 Type A por el motor instalado en los mismos. Cuando el torpedero entró en producción, estaba propulsado por un motor Cossack de 238 kW (320 hp) que dio origen al nombre, Type 320.
Al mismo tiempo que Shorts diseñaba el torpedero 310 Type A, produjo un diseño similar como hidroavión de patrulla, propulsado por el mismo motor Cossack y usando el mismo fuselaje, pero con alas de tres vanos de igual envergadura, en lugar de las alas de envergadura desigual del torpedero, siendo conocido como Short 310 Type B o North Sea Scout, y del que se encargaron dos prototipos.
Se dio prioridad al torpedero; el primero estuvo listo en julio de 1916, el segundo en agosto de ese año, y los prototipos fueron enviados rápidamente al Adriático. En septiembre de 1916, se terminó el primer prototipo de avión de patrulla, pero resultó ser poco mejor que el Short 184 que ya estaba en servicio y no se ordenó su producción. El segundo prototipo, Type B, se completó como un torpedero Type A.
Al igual que en los hidroaviones biplanos convencionales, el torpedo se transportaba entre la parte inferior del fuselaje y los flotadores. Inusualmente, el avión se volaba desde la cabina trasera, aunque esto causaba problemas al observador en el asiento delantero. El observador tenía que ponerse en pie sobre la brazola para utilizar la ametralladora, que estaba al nivel del ala superior. Cuando se llevaba un torpedo, el avión no podía volar con un observador al mismo tiempo.
El primer pedido realizado a Shorts fue de 30 aviones, seguido de pedidos de 24 y 20 aviones más, junto con pedidos de 30 y 20 más realizados a Sunbeam. Junto con los tres prototipos, esto dio una producción total de 127 Short Type 320.

## Historia operacional
En febrero de 1917, se encargaron 25 aviones y, antes de finales de abril de 1917, se entregaron ejemplares al Real Servicio Aéreo Naval en Italia. Dos accidentes con el avión, cuando el fuselaje colapsó después del lanzamiento del torpedo, retrasaron su uso en operaciones. Más tarde se descubrió que la causa era el método de aseguramiento de los cables de arriostramiento del fuselaje.
El primer uso operativo tuvo lugar el 2 de septiembre de 1917, cuando seis aviones (cinco con torpedos y uno con bombas) fueron remolcados en balsas a cincuenta millas al sur de la bahía de Traste para permitirles atacar submarinos enemigos que se encontraban frente a Cattaro. Tuvieron que ser remolcados hasta su posición porque no podían transportar suficiente combustible con un torpedo para ejecutar la misión. La operación no salió bien; con viento huracanado y marejada, dos de los aviones no pudieron despegar, por lo que se abandonó la operación. En el viaje de regreso, un avión se perdió y los demás resultaron dañados. Parece que el Type 320 nunca lanzó un torpedo en acción.
En febrero de 1918, debido a la falta de experiencia operativa, se utilizaron cuatro aviones desde Calshot para realizar experimentos con el lanzamiento de torpedos. Se realizaron cuarenta lanzamientos y resultaron ser una valiosa fuente de información sobre el momento en el que los torpedos entran al agua, cuando se lanzan desde diferentes alturas y velocidades. Los aviones continuaron utilizándose como hidroaviones de reconocimiento hasta el final de la guerra.

## Operadores
Japón
- Armada Imperial Japonesa: un solo avión.

 Reino Unido
- Real Fuerza Aérea[10]
- Real Servicio Aéreo Naval

## Especificaciones
Referencia datos: The Short Seaplanes 

### Características generales
- Tripulación: Dos (piloto y observador)
- Longitud: 13,9 m (45,7 ft)
- Envergadura: 22,9 m (75 ft) (superior); 14,26 m (inferior)
- Altura: 5,3 m (17,5 ft)
- Superficie alar: 75 m² (807,3 ft²)
- Peso vacío: 2238 kg (4932,6 lb)
- Peso cargado: 3181 kg (7010,9 lb)
- Planta motriz: 1× motor lineal V12 refrigerado por agua Sunbeam Cossack.
  - Potencia: 240 kW (331 HP; 326 CV)
- Hélices: Bipala de paso fijo

### Rendimiento
- Velocidad máxima operativa (Vno): 117 km/h (73 MPH; 63 kt)
- Alcance: 6 h[12]
- Techo de vuelo: 910 m (2986 ft)

### Armamento
- Ametralladoras: 

  - 1x Lewis de 7,7 mm en anillo Scarff
- Bombas: 

  - 1 torpedo de 18 pulgadas o
  - 2 bombas de 100 kg

## Aeronaves relacionadas

### Secuencias de designación
- Secuencia Numérica (interna de Admiralty): ← 166 - 179 - 184 - 320 - 806 - 807 - 827 →